# Пацовский, Андрей Григорьевич
Андрей Григорьевич Пацовский (1788—1839) — генерал-майор, герой Кавказской войны. Начальник Армянской области.

## Биография
Поляк по происхождению, сын Стародубовского поручика Григория-Осипа Ивановича Пацовского; родился в 1788 году в Вильне (крещён 23 ноября). Находясь в военной службе, Пацовский приобрел себе имя храброго и распорядительного офицера во время многочисленных войн при покорении Кавказа.
Образование получил в Виленской военной гимназии. 19 (31) января 1805 — по экзамену, из кадет гимназии, выпущен в прапорщики Херсонского гренадерского полка, в котором и служил до 1828 года.
5 (17) января 1818 — на вакансию из капитанов в майоры Херсонского гренадерского полка.
13 (25) апреля 1823 — за отличие по службе в подполковники Херсонского гренадерского полка.
Участник Русско-персидской и Русско-турецкой войн. Командовал 3 батальоном полка.
27 января (8 февраля) 1827 — получил орден Святого Владимира 4-й степени с бантом, в «награду отличной храбрости, оказанной в сражениях против персиян 3 сентября 1826 года при селении Шамох и 13 сентября при городе Елисаветополе»
10 (22) августа 1828 — назначен командиром 44-го егерского полка.
Он находился в Абхазии, только что покоренной, с полномочием занимать край, устраивать и управлять им по его усмотрению. «Выбор начальника, — говорит Г. И. Филипсон, — был очень удачен. Пацовский был человек умный и опытный. Он построил укрепления Бомборы, и Пицунду, Дранды, Илори и Гогры».
15 (27) февраля 1829 — за отличие в сражении против турок в полковники, с оставлением в должности.
В 1829 году Пацовский с двумя батальонами своих егерей, 4 орудиями и 500 человек гурийской милиции ходил к берегу Чёрного моря к укрепленному турецкому завалу Лимани и участвовал в разбитии турок: «Августа 5-го дня. В 1829-м году начальствующий в Имеретии генерал-майор Гессе, напав с двух сторон на неприятельский укрепленный лагерь при Муха-Эстите, выбил турок из завалов и рассеял их. Полковник Пацовский, гоня неприятеля, взял 7 пушек»
6 (18) августа 1830 — за отличие в сражении против турок он получил орден Святого Георгия IV класса (№ 4407 по списку Григоровича — Степанова).
16 (28) июня 1831 — орден Святой Анны 2 степени «в воздаяние отличного мужества и храбрости, оказанных в делах против неприятеля»
30 марта (11 апреля) 1834 — назначен командиром пехотного фельдмаршала князя Варшавского графа Паскевича-Эриванского полка.
10 (22) января 1835 — производится из полковников в генерал-майоры «командующий войсками в Абхазии расположенными, командир пехотного фельдмаршала князя Варшавского графа Паскевича-Эриванского полка Пацовский 1-й, за примерную попечительность о войсках ему вверенных, за мужество и благоразумную распорядительность, оказанные во многих экспедициях и особенно в предпринятой в минувшем году в Абхазии, и за полезные труды по управлению сим краем; с состоянием по армии и с утверждением командующим войсками, в Абхазии расположенными». Cостоя по армии, был командующим войсками в Абхазии и начальником Ахалцыхской провинции.
9 (21) февраля 1838 — назначен начальником Армянской области, с оставлением по армии.
16 (28) апреля 1839 — исключен из списков умершим.

## Cемья
- Брат — Леон Григорьевич Пацовский (1790—24.10.1855), командир Полоцкого пехотного полка. Полковник (при отставке). Полицмейстер Императорской Академии художеств.[13]